# Abacavir
Abacavir, venduto con il marchio Ziagen, è un farmaco usato per prevenire e curare l'HIV/AIDS. 
Esso è chimicamente simile ad altri inibitori nucleosidici della trascrittasi analogica inversa (NRTI), abacavir va usato insieme con altri farmaci anti-HIV e non è raccomandato da solo.
Va assunto per via orale come compressa o soluzione e può essere usato nei bambini di età superiore ai tre mesi.
Abacavir è generalmente ben tollerato. Effetti indesiderati comuni includono vomito, disturbi del sonno, febbre e sensazione di stanchezza. Gli effetti collaterali più gravi includono ipersensibilità, danni al fegato e acidosi lattica./ I test genetici possono indicare se una persona è maggiormente a rischio di sviluppare ipersensibilità. I sintomi dell'ipersensibilità comprendono eruzione cutanea, vomito e respiro corto. Abacavir appartiene alla classe di farmaci NRTI, che agisce bloccando la trascrittasi inversa, un enzima necessario per la replicazione del virus dell'HIV. All'interno della classe NRTI, l'abacavir è un nucleoside carbociclico.
Abacavir è stato brevettato nel 1988 e approvato per l'uso negli Stati Uniti nel 1998. 
Esso è incluso nell'elenco dei medicinali essenziali dell'Organizzazione mondiale della sanità,tra i farmaci più sicuri ed efficaci necessari in un sistema sanitario. È anche disponibile come farmaco generico. Il costo all'ingrosso nei paesi in via di sviluppo a partire dal 2014 è compreso tra 0,36 USD e 0,83 USD al giorno. 
A partire dal 2016 il costo all'ingrosso per un tipico mese di terapia negli Stati Uniti è di 70,50 USD. Comunemente, abacavir è venduto insieme ad altri farmaci per l'HIV, come abacavir / lamivudina / zidovudine, abacavir / dolutegravir / lamivudine e abacavir / lamivudine. Anche la combinazione abacavir / lamivudina è ritenuta un farmacoe essenziale.

## Farmacodinamica
L'Abacavir è un inibitore nucleosidico della trascrittasi inversa che inibisce la replicazione virale del virus HIV-1 e HIV-2. È un analogo della guanosina che viene fosforilato in carbovir trifosfato (CBV-TP), che è la forma attiva. 
CBV-TP compete farmacologicamente con le molecole virali essendo incorporato nel DNA virale, cosa questa che provoca l'inibizione dell’enzima trascrittasi inversa dell’HIV, che conduce alla terminazione dell’allungamento della catena ed alla interruzione del ciclo di replicazione virale.
In vitro la sua attività non è inibita da altri inibitori specifici della trascrittasi inversa (NRTI), didanosina, emtricitabina, lamivudina, stavudina, tenofovir o zidovudina, inibitori non nucleosidici della trascrittasi inversa (NNRTI), nevirapina o l’inibitore della proteasi (PI) amprenavir.

## Farmacocinetica
L'Abacavir è somministrato per via orale e viene rapidamente assorbito con un'alta biodisponibilità pari all'83%. La soluzione e la compressa hanno concentrazioni e biodisponibilità comparabili. Abacavir può essere assunto con o senza cibo. 
Abacavir può attraversare la barriera emato-encefalica. Abacavir viene metabolizzato principalmente attraverso gli enzimi alcol deidrogenasi e glucuronil transferasi in un metabolita carbossilato e glucuronide inattivo. Ha un'emivita di circa 1,5-2,0 ore; quando una persona ha insufficienza epatica, l'emivita è aumentata del 58%.
Abacavir viene eliminato per escrezione nelle urine (83%) e nelle feci (16%). Non è chiaro se abacavir possa essere rimosso mediante emodialisi o dialisi peritoneale.

## Effetti collaterali
Abacavir può dare luogo a tossicità mitocondriale, in quanto ha affinità non solo per la trascrittasi inversa di HIV, ma anche per la DNA Polimerasi gamma del mitocondrio. Tale tossicità si espleta in anemia, acidosi lattica, aumento dei livelli sierici di amilasi con potenziale pancreatite, neutropenia, disturbi neurologici con convulsioni e/o ipertonia. Da' spesso lipodistrofia come molti altri farmaci antiretrovirali. 
Quando si vuole iniziare terapia con Abacavir, è necessario tipizzare l'HLA del paziente, in quanto può dare reazioni di ipersensibilità nel genotipo HLA-B5701.

## Interazioni
Abacavir viene metabolizzato dagli enzimi ADH e UGT, perciò non va somministrato insieme a Valproato, Ketoconazolo, Etoposide, Atovaquone, Fenobarbital e Lamotrigina.